# Ernst Johann von Biron
Ernst Johann von Biron (født 23. november 1690, død 29. december 1772) var hertug af Kurland og Ruslands regent i en kort periode i 1740. 
Biron var søn af en uadelig, fattig kurlandsk godsejer. Efter meget overfladiske studier ved Universitetet i Königsberg, hvorfra han bortvistes pga. voldsom opførsel, søgte han sin lykke i Rusland og blev kammerjunker i 1714 hos enkehertuginde Anna Ivanovna og optaget i det kurlandske ridderskab.
Ved sit behagelige ydre og en vis forretningsdygtighed gjorde Biron sig snart uundværlig for hertuginden, og da hun 1730 blev russisk kejserinde, fulgte han med hende til Rusland trods den russiske adels protest. Han steg nu hurtig fra trin til trin og blev Ruslands enevældige hersker; udnævntes til tysk rigsgreve og lod sig, da den mandlige linje af huset Kettler uddøde (1737), vælge til hertug af Kurland med arveret for sin mandlige æt. 
Ved sin griskhed og grusomhed gjorde han sig hurtig forhadt i Kurland så vel som i Rusland. Den tid, hvori han ledede Ruslands regering, betegner dog et betydningsfuldt afsnit i dets historie ved at fortsætte Peter den Stores reformarbejder. Ved sit testamente indsatte kejserinde Anna ham til formynder for sin spæde søsterdattersøn Ivan i oktober 1740; men hans regentskab varede kun 22 dage. 
Støttet af feltmarskal Münnich tiltog Ivans moder Anna Leopoldovna sig regentskabet, mens Biron blev forvist til Sibirien. Året efter kaldte kejserinde Elisabeth ham tilbage, men han måtte med sin familie leve i Jaroslavl. 
Først 1762 ophævede Peter 3. hans forvisning, og 1763 gav Katharina 2. ham Kurland tilbage. 1769 overdrog han regeringen til sin søn Peter von Biron.